# إتش كيث تومسون
إتش كيث تومسون (بالإنجليزية: H. Keith Thompson)‏ هو شخصية أعمال أمريكي، ولد في 17 سبتمبر 1922 في أورانج ‏ في الولايات المتحدة، وتوفي في 3 مارس 2002.